# Скалеа
Скалеа (італ. Scalea, сиц. Scalea) — муніципалітет в Італії, у регіоні Калабрія,  провінція Козенца.
Скалеа розташована на відстані близько 370 км на південний схід від Рима, 125 км на північний захід від Катандзаро, 70 км на північний захід від Козенци.
Населення — 10 952 особи (2014).
Щорічний фестиваль відбувається 16 липня. Покровитель — Beata Vergine Maria del Monte Carmelo.

## Демографія
Населення за роками:

Станом на 1 січня 2023 року в муніципалітеті офіційно проживали 1092 іноземці з 56 країн, серед них 450 громадян країн Євросоюзу та 116 громадян України.

## Уродженці
- Сільвіо Лонгобукко (*1951) — відомий у минулому італійський футболіст, захисник.

## Сусідні муніципалітети
- Орсомарсо
- Сан-Нікола-Арчелла
- Санта-Доменіка-Талао
- Санта-Марія-дель-Чедро